# David von Burgund

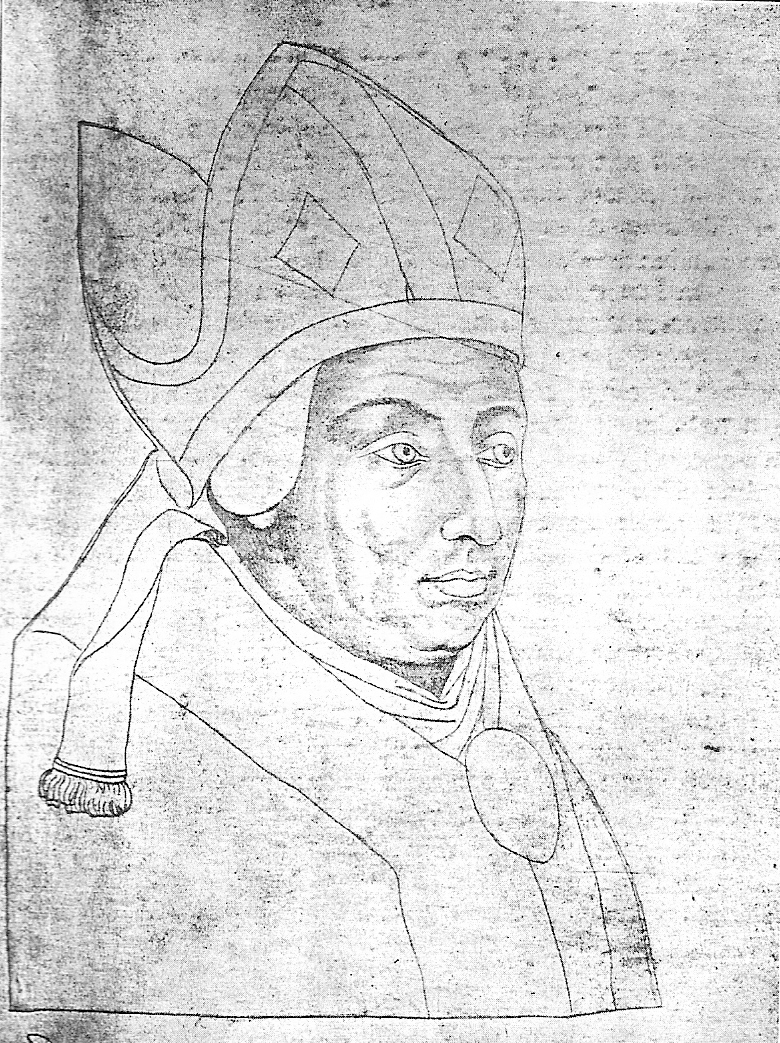
David von Burgund

David von Burgund (* 1427 in Utrecht oder Arras; † 16. April 1496 in Wijk bij Duurstede) war Bischof von Utrecht von 1456 bis 1496. Er war nach Balderich und Willibrord der Bischof mit der drittlängsten Regierungszeit.
David von Burgund war ein unehelicher Sohn des burgundischen Herzogs Philipp des Guten. Ab 1451 war er Bischof von Thérouanne. 1456 wurde er vom Papst nach einer gemeinsamen Intervention der „Kabeljauwen“ (die Bürgerfraktion im Haken-und-Kabeljau-Krieg) und der Burgunder zum Bischof von Utrecht ernannt, nachdem das Utrechter Domkapitel bereits am 7. April 1455 den der „Hoeken“-Fraktion angehörenden Dompropst Gijsbrecht van Brederode zum Bischof gewählt hatte.
Der Nedersticht (der südliche Teil des Bistums mit der Hauptstadt Utrecht) anerkannte unter Druck Philipps des Guten Davids Ernennung am 3. August 1456 (Vertrag von IJsselstein), während der Oversticht (der nördliche Teil des Bistums) mit Waffengewalt überzeugt werden musste: die Stadt Deventer wurde fünf Wochen belagert, bevor sie sich ergab. Diese Situation hatte einen Bürgerkrieg zur Folge, weshalb David 1459 beschloss, sich aus der Stadt Utrecht zurückzuziehen und seinen Wohnsitz im neu erworbenen Wijk bij Duurstede zu nehmen. Dank der burgundischen Unterstützung und geschickter Manöver erlangte er bald das Übergewicht, die Gefangennahme Brederodes 1470 brachte ihm endlich den Sieg.
Mit der Unterstützung Burgunds war David zwischen 1470 und 1479 vermutlich der mächtigste Bischof Europas. Er ernannte den Bürgermeister, reduzierte den Einfluss Utrechts auf dem Land und kontrollierte die Zölle. Durch den Tod seines Halbbruders Karl der Kühne 1477 veränderte sich jedoch die Lage. Davids Politik führte 1481 zu einem Aufstand der „Hoeken“ in Holland, ein erneuter Bürgerkrieg brach aus, in dem David in Gefangenschaft geriet. Im Jahre 1483 musste Maximilian von Österreich eingreifen, um ihn zu befreien und die Belagerung Johan III. van Montfoorts sowie die Revolte gegen Utrecht zu beenden.
Davids letzte Jahre waren wirtschaftlich durch die leeren Kassen nach dem Bürgerkrieg und politisch durch ein Lavieren zwischen den Habsburgern und dem Herzog von Geldern geprägt. Dennoch bleiben von ihm als prunkliebenden Fürsten die Impulse, die er dem Dombau in Utrecht gab, und die Modernisierung seiner Residenz, des Schlosses Duurstede in Wijk bij Duurstede.
David von Burgund starb 1496 und wurde in der Kirche Sint-Baptist in Wijk bij Duurstede beigesetzt.